# Colombiaans rugby sevensteam (vrouwen)
Het Colombiaans rugby sevensteam is een team van rugbyers dat Colombia vertegenwoordigt in internationale wedstrijden.

## Wereldkampioenschappen
Colombia heeft nog nooit aan een wereldkampioenschap deelgenomen.
- WK 2009: niet gekwalificeerd
- WK 2013: niet gekwalificeerd
- WK 2018: niet gekwalificeerd

## Olympische Zomerspelen
Colombia eindigde als twaalfde op het Olympische debuut van Rugby Seven.
- OS 2016: 12e
- OS 2020: niet geplaatst